# Astrobee
Cet article concerne la famille de fusées-sondes. Pour le robot de la station spatiale internationale, voir Astrobee (Station spatiale internationale).

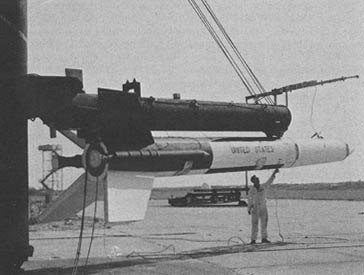
Une fusée-sonde Astrobee 1500.

Astrobee est une famille de fusées-sondes américaines développée dans les années 1960 par la société Aerojet propulsées par propergol solide. Ces fusées-sondes utilisées par la NASA constituaient une solution de substitution aux Aerobee caractérisée par un coût moins élevé. D'une masse comprise entre 100 kg et 5,2 tonnes, les fusées Astrobee comportaient de un à trois étages et pouvaient placer une charge utile sur un vol suborbital culminant à 2 000 km (Astrobee 1500).

## Les différentes versions de la famille Astrobee
|                  | Astrobee 500 | Astrobee 200 | Astrobee 1500 | Astrobee D | Astrobee F |
| ---------------- | ------------ | ------------ | ------------- | ---------- | ---------- |
| Période          | 1960         | 1961-1966    | 1961-1969     | 1970-1980  | 1972-1983  |
| Nbre tirs/succès | 1/0          | 10/7         | 10/7          | 48/46      | 49/47      |
| Charge utile     |              |              |               |            |            |
| Apogée           | 1 000 km     | 350 km       | 2 000 km      | 140 km     | 375 km     |
| Longueur         | 7,8          | 6,30 m       | 10,4 m        | 3,9 m      | 11,5 m     |
| Masse            | 900 kg       | 800 kg       | 5,2 t         | 100 kg     | 1 500 kg   |
| Diamètre         | 0,38 m       | 0,38 m       | 0,79 m        | 0,15 m     | 0,38 m     |
| 1er étage        | Genie        | Genie        | 2xRecruit     | Astrobee D | Astrobee F |
| 2e étage         | Alcor        | Alcor        | Aerojet Jr    | -          | -          |
| 3e étage         | Asp          | -            | Alcor         | -          | -          |